# Невеста (рассказ)
«Неве́ста» — последний законченный рассказ Антона Павловича Чехова, над которым он работал с октября 1902 по сентябрь 1903 года, впервые опубликованный через месяц в № 12 «Журнала для всех».

## История
Ещё в 1902 году Чехов в переписке с Миролюбовым о рассказе «Архиерей» упоминает о «другом рассказе». Вполне вероятно, что писатель имел в виду именно «Невесту».
Работу над рассказом Чехов начал в декабре 1902 года в Ялте. Но работа над рассказом шла очень медленно. Автор писал жене:

Хотя и медленно, но всё же пишу. Сейчас сажусь писать, буду продолжать рассказ, но писать, вероятно, буду плохо, вяло, так как ветер продолжается и в доме нестерпимо скучно.

Но к 20 февраля черновой вариант рассказа был готов, беловая рукопись была готова к 27 февраля.
Чеховым было сделано большое количество правок от самого первого варианта рассказа до последнего. Так, в первоначальной версии роль наставлений Саши была значительно выше, чем в окончательной, также в окончательной редакции был вырезан момент приезда матери Нади, Нины Ивановны, в Петербург к дочери.

## Сюжет
Молодая 23-летняя девушка Надя, с 16 лет мечтавшая выйти замуж, готовится к свадьбе. Ей нравится её жених, Андрей Андреевич, но незадолго до свадьбы девушка начинает переживать и сомневаться в будущей женитьбе.
В это же время из Москвы приезжает Саша, молодой человек, дальний родственник бабушки Нади. Саша в разговоре с Надей упрекает её в праздной жизни и бездействии, он пытается объяснить девушке, какой будет её жизнь после свадьбы: похожей на жизнь её матери и бабушки. Невеста начинает всё сильнее сомневаться.
Когда Саше приходит время возвращаться в Москву, Надя говорит, что едет проводить его, но вместо этого садится на поезд и уезжает в Петербург учиться.
По прошествии некоторого времени Надя снова встречается в Москве с Сашей, а позже возвращается к матери и бабушке: они уже давно простили сбежавшую невесту, потому что они на собственном опыте могут понять, как тяжела может быть провинциальная и праздная жизнь. Рассказ заканчивается тем, что девушка узнаёт о том, что её друг Саша умер в Саратове от чахотки. Надя снова покидает родные места и окончательно прощается с прошлой жизнью.

## Критики о рассказе
Большинство критиков придаёт большое значение его финалу.

Бодрый, сильный аккорд, заканчивающий эту прелестную вещь, звучит в душе читателя как победный клич, как торжество жизни над мёртвой скукой и пошлостью серой и однообразной обыденности.
— А. И. Богданович
Обсуждения вызывало также и будущее Нади, которое самим Чеховым было представлено очень абстрактно. Некоторые видели в стремлении Нади перевернуть собственную жизнь революционные оттенки.

Силы должны быть направлены на то, чтобы перевернуть жизнь общественную, а не только личную.
— И. Джонсон
Если верить советскому писателю В. Вересаеву, то в черновом варианте рассказа Надя действительно должна была стать революционеркой:

Антон Павлович спросил:
— Ну что, как вам рассказ? 
Я помялся, но решил высказаться откровенно:
— Антон Павлович, не так девушки уходят в революцию. И такие девицы, как ваша Надя, в революцию не идут. 
Глаза его взглянул с суровой настороженностью. 
— Туда разные бывают пути.

С И. Джонсоном был солидарен В. Шулятиков, который в статье «Критические этюды» на страницах «Курьера» отмечал: «Финал, говорящий о „живой“ жизни, зовущий к ней, звучит, действительно, как нечто „новое“ в устах г. Чехова. Но ... мы не имеем ни малейшего права преувеличивать ценность этого финала». В этом плане, с точки зрения критика, автор рассказа чувствует «биение пульса времени». В то же время Шулятиков отмечал, что процесс нарастания жизни воспринимается Чеховым как «„идеологом“ общественной группы, не стоящей на „большой дороге“ истории. <...> Ничего определённого, ясно сознанного! <...> Неясными и неопределёнными кажутся Наде задачи „новой“ жизни и тогда, когда она уже стоит на новом пути... Автор оставляет их невыясненными до конца. <...> Мы не можем считать провозглашённый им „культ жизни“ проповедью истинной жизни, её победоносного развития. Подобная проповедь, как известно, составляет достояние иной общественной группы, чем та, которая воспитывает „чеховских героев“».
Кроме того, литературные критики акцентировали внимание на том факте, что в творчестве Чехова появился новый положительный герой, способный на решительный шаг. В частности, это подметил в своей статье критик В. Боцяновский: «Основной фон <...> чисто чеховский, хорошо всем знакомый по целому ряду других его рассказов. <...> Можно бы подумать, что и Надя <...> превратится в такую же мещанку, как и многие из её подруг... Зная Чехова, это можно было предсказывать почти с полной уверенностью. <...> Из предшествующих героев Чехова ни один не позволял себе такого решительного шага, и уже одно бегство Нади на курсы должно быть признано новым этапом в писательской деятельности Чехова». В таком же духе высказывался о Чехове и М. Гельрот: «Если прежде его положительные типы в подавленном и беспомощном недоумении стояли перед пустотой и пошлостью нашего обывательского прозябания, то теперь они активно ищут отсюда выхода».

## Постановки и экранизации
- В 1956 году по рассказу был снят одноимённый фильм.